# La condanna (racconto)
La condanna (titolo orig. Das Urteil), tradotto in italiano anche come Il verdetto o La sentenza, è un racconto di Franz Kafka, scritto nella notte tra il 22 e il 23 settembre 1912, dalle 22 alle 6 di mattina (come dice l'autore stesso nel proprio Diario). In esso è particolarmente evidente il tema del conflitto tra padre e figlio.
Il racconto fu pubblicato con la dedica alla signorina Felice B. (Felice Bauer) «Una storia per Felice B.» (Eine Geschichte für Felice B.) su Arkadia, la rivista a cura di Max Brod, presso l'editore Kurt Wolff di Lipsia nel 1913 e in volumetto presso lo stesso nel 1916 (con qualche variante).

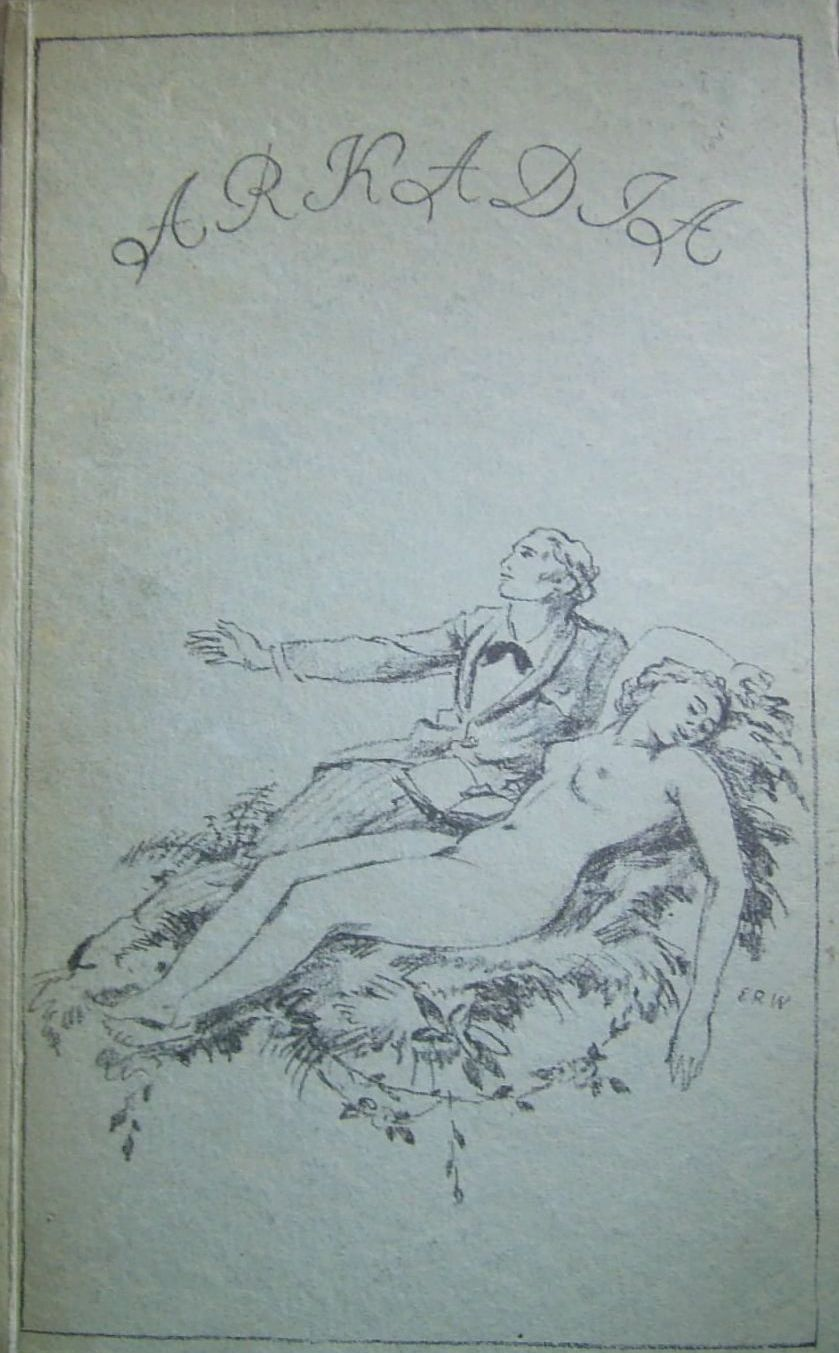
La rivista Arkadia, che pubblicò per la prima volta nel 1913 il racconto.

## Trama
Georg Bendemann, protagonista della storia nonché imprenditore dell'alta società, mantiene un fitto scambio epistolare con un amico a San Pietroburgo. Egli però tenta di nascondere i suoi successi a quest'ultimo che ha da poco subito un fallimento inaspettato e drastico dopo essersi trasferito in Russia.
Georg gli nasconde così il successo avuto nel campo economico-mercantile avvenuto dopo la morte della madre, ed il suo imminente fidanzamento; la ragazza vorrebbe conoscere l'amico del suo fidanzato, ma egli fa in modo di impedirglielo. Solo dopo gli confida, in una lettera, che si unirà in matrimonio con una giovane donna di nome Frieda Brandenfeld. Prima di spedirla però chiede consiglio al padre, che in un primo momento appare pazzo, ma poi si rivelerà non esserlo, almeno sotto certi punti di vista.
Tra i due inizia una lite furibonda, forse perché il padre si sente messo da parte, si sente inutile, come capita a molti anziani. Inizialmente dice di non ricordarsi di questo suo amico che abita in Russia, ma successivamente "ritrova" improvvisamente la memoria; allora accusa il figlio d'aver trascurato tutti solo perché si è invaghito di una ragazza, di una "donnetta da poco". Il padre si mostra sempre più come una vittima, una persona sottomessa alla volontà del figlio. Il padre sosterrà infine che il giovane è sempre stato una persona diabolica (affermando che la morte della madre non lo ha colpito più di tanto) e lo condannerà ad una morte atroce: l'annegamento.
Tanto è che Georg, sentendosi scacciato e completamente rifiutato dal padre, si dirigerà in fretta e  furia fuori dalla casa, salterà dal ponte e si butterà nel fiume proprio perché è attirato da questo elemento naturale: l'acqua. Ma prima di morire griderà il bene che ha sempre voluto ai suoi genitori.

## Edizioni italiane
- in: Il messaggio dell'imperatore. Racconti, trad. di Anita Rho, Torino, Frassinelli, 1935-1967; Milano, Adelphi, 1968-2025, pp. 5-18; Milano, Club Italiano dei Lettori, 1976.
- in: I racconti, traduzione di Henry Furst, Collana Piccola Biblioteca, Milano, Longanesi, 1953; I Libri Pocket, Longanesi, 1965, 1977; Collana Biblioteca n.3, Longanesi, 1983, ISBN 978-88-304-0267-6.
- in: Racconti, traduzione e Nota di Giorgio Zampa, ill.ni di Renzo Vespignani, Milano, Feltrinelli, dicembre 1957; Collana UEF n.341, Feltrinelli, marzo 1961; Collana I Narratori n.292, Milano, Feltrinelli, giugno 1983, ISBN 978-88-070-1292-1; con Appendice iconografica, Collana Assonanze, Milano, SE, 2013-2021, ISBN 978-88-771-0981-1.
- in: Racconti, trad. di Rodolfo Paoli, a cura di Ervino Pocar, Collana I Meridiani, Milano, Mondadori, ottobre 1970.
- in: Racconti, traduzione di Luigi Coppè, Introduzione di Carlo Bo, Roma, Newton [Compton], 1972; La Spezia, Club del Libro Fratelli Melita, 1986.
- in: Romanzi e racconti, trad. di Angiola Codacci-Pisanelli, Collana I Grandi Maestri, Roma, Gherardo Casini Editore, 1988, ISBN 978-88-403-8174-9.
- in: La metamorfosi e tutti i racconti pubblicati in vita, trad. e cura di Andreina Lavagetto, Prefazione di Klaus Wagenbach, Collana Universale Economica Feltrinelli. I Classici n. 2022, Milano, Feltrinelli, novembre 1991, ISBN 88-07-82022-6.
- in: Romanzi e racconti, Introduzione di L. Casini, Collezione I Grandi Classici, Trento, Luigi Reverdito Editore, 1995, ISBN 88-403-9330-7.
- in: La colonia penale e altri racconti, trad. di Manuela Palermi, Collana Alhambra, Roma, Datanews, 2005, ISBN 88-7981-271-8.
- in: Tutti i romanzi, tutti i racconti e i testi pubblicati in vita, trad. e cura di Mauro Nervi, Collana Classici della Letteratura Europea, Milano-Firenze, Bompiani, 2023, ISBN 978-88-301-1887-4.
- in: Racconti, trad. riveduta di Giulio Schiavoni, Collana BUR, Milano, Rizzoli, 2024, ISBN 978-88-171-8688-9 [I ed., Collana I Classici della BUR, Rizzoli, settembre 1985].
- La condanna, traduzione di Margherita Belardetti, Nota di Roland Reuß, Collana I Ponti n.3, Venezia, Palingenia, 2025.